# Wind River Systems
Wind River Systems — американская компания, производитель операционной системы реального времени VxWorks, дистрибутива Wind River Linux и средств разработки программного обеспечения для встраиваемых микропроцессорных устройств.
Основана в 1981 году. В 2001 году приобрела интеллектуальную собственность компании Berkely Software Design, основным активом которой была операционная система BSD/OS, однако в 2003 году выпуск BSD/OS был прекращён. В 2009 году была поглощена корпорацией Intel за $884 млн; в 2018 году подразделение у Intel выкуплено финансово-промышленной группой TPG Capital.
По состоянию на 2012 год представительства располагались в 15 странах, штат — 1800 сотрудников. Штаб-квартира — в Аламиде (Калифорния). Крупнейшие постоянные заказчики — Alcatel-Lucent, BMW, Boeing, Bombardier Transportation, Mitsubishi, Motorola, NASA, Sony, Verizon.
Продукты поделены на пять областей, в каждой из которых поставляются интегрированные пакеты («платформы»), состоящие из операционных систем и средств разработки:
- промышленные контроллеры (на основе VxWorks);
- телекоммуникационное оборудование (платформы на основе VxWorks и Linux);
- автомобильная электроника (на основе VxWorks);
- бытовая электроника (на основе VxWorks и Linux);
- бортовая авионика (на основе VxWorks).

Инструменты разработки встраиваемых приложений специализированы по назначению: для автомобилей, принтеров, сетевого оборудования, мобильных телефонов и ряда других видов устройств.